# Лікоть (село)
Лікоть (пол. Łokieć) — покинуте село в Польщі, у гміні Літовищі Бещадського повіту Підкарпатського воєводства, колишнє село у Турківському районі.

## Історія
Засноване до 1565 року краківським воєводою Петром Кмітом.
Село виселене протягом 1945—1946 років під час операції «очищення» прикордонної смуги. Західна частина території села (на лівому березі Сяну) віддана Польщі.
У 1975—1998 роках село належало до Кросненського воєводства.
Станом на нині, на території села, де колись мешкало 466 осіб, залишилися лише фундаменти церкви та кілька могил на цвинтарі, які відновили представники родини Ліміч, встановивши там три хрести та обеліск.

## Церква
Перші згадки про церкву датуються 1589 роком. 1737 року зведена тризрубна дерев'яна церква Святого архангела Михайла. 1927 року на її місці збудовано наступну святиню. 1936 року в селі було 719 греко-католиків, громада належала до парафії Беньова Лютовиського деканату Перемишльської єпархії. Церква 1955 року була знищена радянськими прикордонниками. Втім, церковний інвентар зберігся, його перенесли у сакральну споруду села Боберка.

## Населення
1938 року в селі проживало приблизно 655 осіб. У 1939 році в селі мешкало 580 осіб, з них 560 українців-греко-католиків, 10 поляків і 10 євреїв. Населення станом на 1943 рік нараховувало 466 осіб. 